# 抵触
| ウィキペディアには「抵触」という見出しの百科事典記事はありません（タイトルに「抵触」を含むページの一覧/「抵触」で始まるページの一覧）。 代わりにウィクショナリーのページ「抵触」が役に立つかもしれません。 |